# Золанд ам Ротштајн
Золанд ам Ротштајн (њем. Sohland am Rotstein) општина је у њемачкој савезној држави Саксонија. Једно је од 59 општинских средишта округа Герлиц. Према процјени из 2010. у општини је живјело 1.387 становника. Посједује регионалну шифру (AGS) 14626540.

## Географски и демографски подаци
Золанд ам Ротштајн се налази у савезној држави Саксонија у округу Герлиц. Општина се налази на надморској висини од 268 метара. Површина општине износи 19,8 km². У самом мјесту је, према процјени из 2010. године, живјело 1.387 становника. Просјечна густина становништва износи 70 становника/km².